# デリシャス!
『デリシャス! 』は、原作・小林深雪、漫画・あゆみゆいによる、料理をテーマとした少女漫画である。『なかよし』（講談社）において1996年4月号から1999年3月号まで連載された（1998年2月号は休載）。全35話+番外編および関連作品5本。

## 概要
後述のようにレシピを添えたハウツー料理漫画の側面もあるが、料理作りを軸としながら、主人公の成長や周辺人物を含めた恋愛模様をメインとして描いた作品である。ツボを押さえたストーリーと繊細な絵で人気作となり、『なかよし』でメディアミックスがない漫画としては異例といっていい長期連載となった。時期をおいて、同じコンセプトで同じ小林深雪原作による『キッチンのお姫さま』（漫画・安藤なつみ）も、同じく人気作で長期連載となっている。

### レシピ
毎回のエピソードに登場する料理は、『なかよし』読者の小中学生を想定した初心者にも作りやすいもので、別ページでレシピが解説されている（レシピイラスト・内田尚子）。このため、初心者向けの料理レシピ本としても活用できる。ただしレシピ考案はすべて原作の小林深雪によるもので、単なるレシピ紹介漫画にはとどまらず、毎回のテーマを象徴したり、キャラクターの心情を表すなど、ストーリーとも密接に関係している。第1部（MENU1 - 22）のレシピはすべてスイーツ、第2部（MENU23 - 35）は軽食や一品料理とスイーツを取り混ぜて紹介している。
レシピ4,5は雑誌掲載時にタイアップがあり、ファミリーレストラン・ガストで実際のメニューとして提供された。

## あらすじ
アイドル志望の野々原りんごは、人気アイドル石坂真人にあこがれて、料理番組「デリシャス・タイム」の司会者オーディションに参加した。実は料理がまったくできないりんごは、マンションの隣室に住む幼なじみで料理が得意な筒井一臣に助けを求める。一臣のおかげで「天才料理少女」としてデビューすることになってしまったりんごは……。

## 登場人物
野々原りんご（ののはら・りんご）
MENU 1ではもうすぐ中学生の12歳。10月10日生まれ。アイドルを目指して料理番組のキャスターに登用されるが、料理の腕前はまったくの素人。番組で毎月披露するオリジナル料理を、一臣の特訓とアドバイスでなんとかこなしている。努力を積み重ね、中盤辺りから自分で料理のレシピを考えるなど、徐々に実力を身につけていく。石坂真人のファンだが、身近な恋愛にはかなり鈍い。
筒井一臣（つつい・かずおみ）
りんごの幼馴染で同級生。野々原家の隣人。4月4日生まれ。学校ではバスケット部所属。幼いころに亡くした父親が料理好きだったことと母親が多忙のため、家事全般特に料理が得意な「天才料理少年」だが、本人は硬派を目指して料理の腕前を隠している。表には出さないがりんごにベタ惚れで、頼まれると嫌と言えない。
石坂真人（いしざか・まひと）
MENU 1の時点では15歳。7月7日生まれ。アメリカ帰りで歌も演技も料理もこなす人気アイドルだが、実はある理由のために親と離れて働いている。「デリシャス・タイム」の司会をともに務めるうちに、りんごに惹かれていく。
花森朱菜（はなもり・あやな）
りんごと一臣の同級生。高飛車でわがままなお嬢様だが、料理の実力はかなりのもの。料理と恋でりんごのライバルとして立ちはだかるが、一臣のことは真剣に想っている。
松岡三千代（まつおか・みちよ）
りんごの同級生でよき友人。おとなしい性格で、自分の片想いもなかなか口に出せなかった。
筒井楓（つつい・かえで）
一臣の母で有名脚本家。家事は息子に任せっぱなしだが、人間観察に長け、鋭いアドバイスを与えることもある。
野々原穂
読み方は不明。りんごの父。菓子メーカーの広告部門に勤めていて、いつも娘を心配している。
野々原あやめ（ののはら・あやめ）
りんごの母。娘とともに石坂真人のファン。おっとりしていて料理は苦手。天ぷらはいつも一臣に揚げてもらっている。
渡辺
「デリシャス・タイム」のディレクター。独身。りんごの本当の才能を早くから見抜いていた。
花森白山（はなもり・はくさん）
朱菜の父。有名な書道家で日本文化をこよなく尊重している。頑固者かつ娘を溺愛するあまり、いささか非常識な行動をとることもある。一見堅物だが、りんごを見て可愛いとはしゃぐなどお茶目な一面も。

## 単行本『デリシャス!』未収録話
あわせてデリシャス!
「なかよし増刊なつやすみランド」1997年8月号
川村美香『あわせて1本!』との合作。『あわせて1本!』第2巻に収録。
スペシャルMENU デリシャスなダイエット
『なかよし』1999年5月号
単行本完結後、番外編として掲載された。後の単行本も含めて未収録。
吠える大捜査線
『なかよし』1999年2月号・3月号
当時の『なかよし』連載陣による合作（構成・小坂理絵）。りんごは料理を使った毒殺の犯人として疑われる役割。単行本未収録。

## 書誌情報
- 『デリシャス!』講談社〈講談社コミックスなかよし〉
  1. ISBN 4-06-178847-7
  2. ISBN 4-06-178856-6
  3. ISBN 4-06-178868-X
  4. ISBN 4-06-178877-9
  5. ISBN 4-06-178892-2
  6. ISBN 4-06-178906-6
  7. ISBN 4-06-178913-9
- 構成・文・小林深雪、イラスト・あゆみゆい『デリシャス!・スイート・クッキング―世界でいちばんおいしいデザート―』講談社〈講談社KCデラックス〉1996年12月、ISBN 978-4063197549
  - 本編に登場するレシピの他、クリスマスとバレンタインデー向けのオリジナルレシピ、小林の書き下ろし短編、小林とあゆみの対談などを掲載。